# 交通部中央氣象署
交通部中央氣象署（中文簡稱氣象署或中央氣象署，英文簡稱CWA）是中華民國政府的地球科學專責機構，負責氣象、氣候、海象、地震、天文等項目之觀測及預報業務，除了向公眾發布氣象預報、海象預報與地震測報之外，也是災害性天氣預報（颱風警報、豪雨特報、強風特報、低溫特報等）發布、以及中華民國《氣象法》規定之氣象業務辦理機關。

## 沿革
- 1941年7月1，國民政府行政院公布〈中央氣象局暫行組織規程〉，明訂中央氣象局隸屬於行政院，掌理全國氣象行政事務，10月在重慶市沙坪壩設立臨時辦公處，1942年3月遷至九石崗高家花園辦公[1]:76,78。
- 1945年，抗戰勝利，中央氣象局遷往南京，改隸教育部[2]:294。
- 1947年3月，中央氣象局改隸交通部[2]:294[3]。
- 1949年4月解放军渡江後，中央氣象局初移上海、後遷廣州；同年秋天，解放军南下进驻广东後，中央氣象局在重慶和臺北分設重慶辦事處、東南辦事處[2]:254-255。12月中華民國政府遷臺後，中央氣象局輾轉遷往臺北[4]。
- 1958年7月，中央氣象局奉令裁併，松山氣象臺由交通部民用航空局代管，人員與部分業務交由臺灣省氣象所辦理，另一部分業務移至交通部氣象科[2]:255。
- 1971年7月1日，以臺灣省氣象局為基礎恢復「交通部中央氣象局」建制。
- 1996年3月，中央氣象局新大樓完工。
- 2023年9月15日，中央氣象局因應交通部組織改造的實施升格為署，改制為「交通部中央氣象署」。[5]

### 臺灣氣象發展沿革
- 1896年7月12日，日治時期的臺灣總督府以府令21號公佈設立「臺北、臺中、臺南、恆春、澎湖島測候所」（氣象站）。8月10日，成立「臺灣總督府臺北測候所」，隔年12月19日遷往現址，首位負責人為近藤久次郎，他在日本政府統治臺灣次年就抵臺擔任技手兼臺灣總督府測候所所長，後任臺北測候所長。
- 1934年，改稱為「臺北觀測所」。
- 1937年3月3日，第一次改建。
- 1938年，成立「臺灣總督府氣象臺」，掌管全臺灣、澎湖地區的氣象、地震觀測單位。
- 1945年，中華民國接收臺灣，國民政府派令石延漢接收氣象臺，成立「臺灣省氣象局」，先隸屬臺灣省行政長官公署[2]，後改隸臺灣省政府。
- 1947年1月「臺灣省氣象局」改隸臺灣省行政長官公署教育處。7月「臺灣省氣象局」改隸臺灣省政府交通處。[4]。
- 1948年1月，改制為「臺灣省氣象所」（一說1947年11月[4]），隸屬於臺灣省政府交通處[2]。
- 1958年7月，臺灣省氣象所接收中央氣象局人員及部分業務[2]:255。
- 1965年9月1日，改制為「臺灣省氣象局」[2]:256。
- 1971年7月1日，中央氣象局以臺灣省氣象局為基礎恢復建制。

## 歷任首長
| 姓名 | 就職時間       | 卸任時間       |
| 中央氣象局 | 中央氣象局     | 中央氣象局     |
| --- | -------------- | -------------- |
| 黃廈千 | 1941年         | 1943年         |
| 呂炯 | 1945年8月31日  | 1949年10月28日 |
| 李鹿苹 | 1950年7月25日  | 1951年7月19日  |
| 鄭子政 | 1951年10月     | 1958年7月      |
| 1958年7月為精簡業務，中央氣象局裁撤，其大部分業務和人員併入臺灣省氣象所，僅保留機關名稱。 1971年7月1日「中央氣象局」恢復建制。 |                |                |
| 交通部中央氣象局 |                |                |
| 劉大年 | 1971年7月1日   | 1980年6月16日  |
| 吳宗堯 | 1980年6月16日  | 1989年9月30日  |
| 蔡清彥 | 1989年12月15日 | 1994年11月23日 |
| 謝信良 | 1994年11月25日 | 2004年6月29日  |
| 辛江霖 | 2004年6月29日  | 2009年6月2日   |
| 辛在勤 | 2009年6月3日   | 2017年10月3日  |
| 葉天降（副局長代） | 2017年10月3日  | 2018年1月25日  |
| 葉天降 | 2018年1月26日  | 2020年5月6日   |
| 鄭明典（副局長代） | 2020年5月6日   | 2020年6月29日  |
| 鄭明典 | 2020年6月30日  | 2023年7月15日  |
| 程家平（副局長代） | 2023年7月16日  | 2023年9月14日  |
| 交通部中央氣象署 |                |                |
| 程家平 | 2023年9月15日  | 2025年1月15日  |
| 呂國臣 | 2025年1月16日  | 現任           |

### 臺灣氣象機關歷任首長
| 姓名                                                   | 就職時間       | 卸任時間       | 備註                                |
| 臺北測候所                                             | 臺北測候所     | 臺北測候所     | 臺北測候所                          |
| ------------------------------------------------------ | -------------- | -------------- | ----------------------------------- |
| 近藤久次郎                                             | 1896年8月5日   | 1924年12月23日 |                                     |
| 寺本貞吉                                               | 1924年12月23日 | 1932年3月30日  |                                     |
| 西村傳三                                               | 1932年3月30日  | 1938年8月4日   |                                     |
| 台灣總督府氣象台                                       |                |                |                                     |
| 西村傳三                                               | 1938年8月4日   | 1945年10月25日 |                                     |
| （1945年11月）臺灣省氣象局、（1947年11月）臺灣省氣象所 |                |                |                                     |
| 石延漢                                                 | 1945年11月     | 1948年2月      |                                     |
| 薛鐘彝                                                 | 1948年2月      | 1951年10月     |                                     |
| 鄭子政                                                 | 1951年10月     | 1966年6月      | 1958年7月前以中央氣象局局長身分兼任 |
| 臺灣省氣象局                                           |                |                |                                     |
| 劉大年                                                 | 1970年2月20日  | 1971年7月1日   | 1971年7月1日改制交通部中央氣象局    |

## 組織

### 內部單位與編制

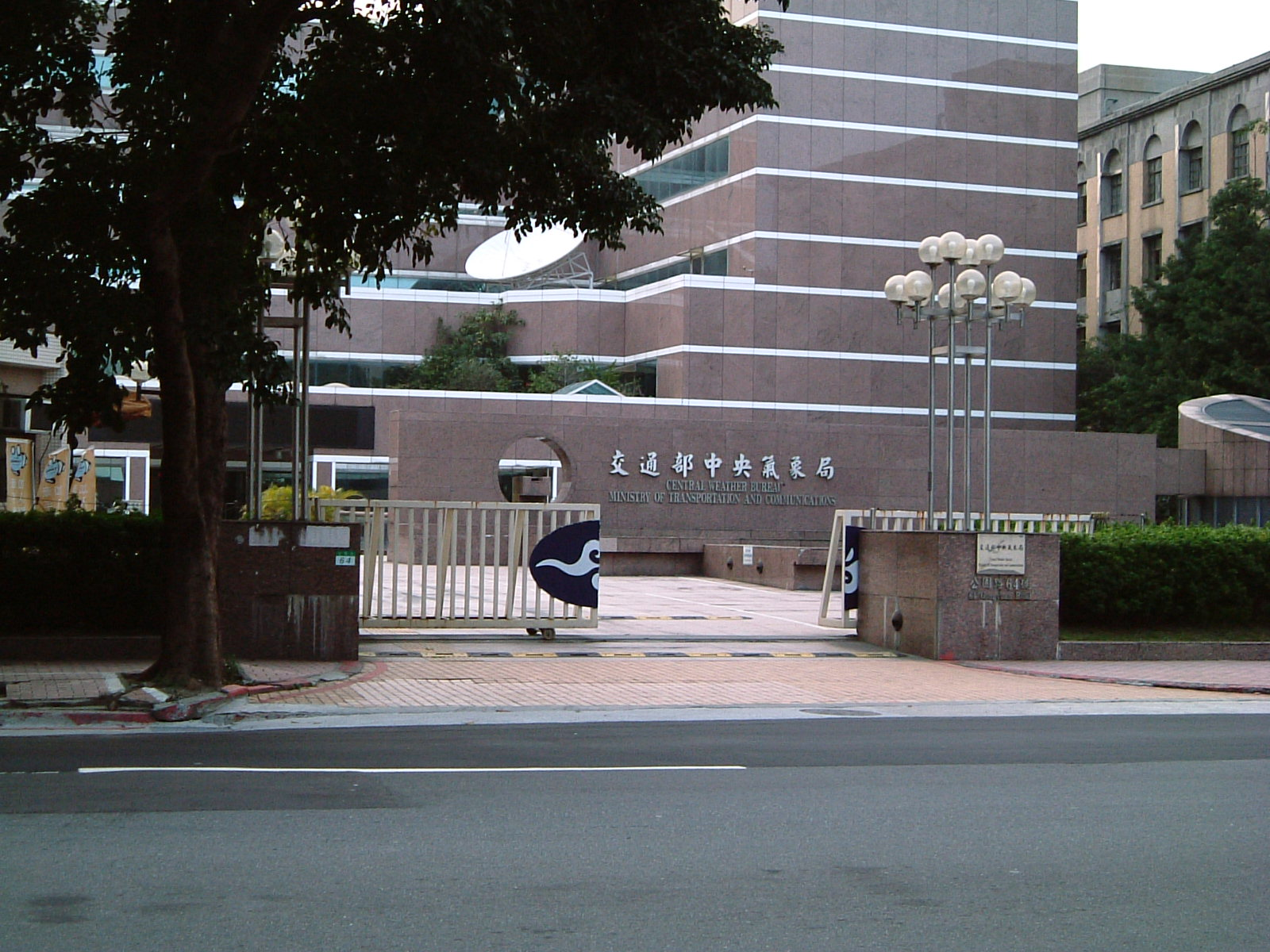
中央氣象署大門口

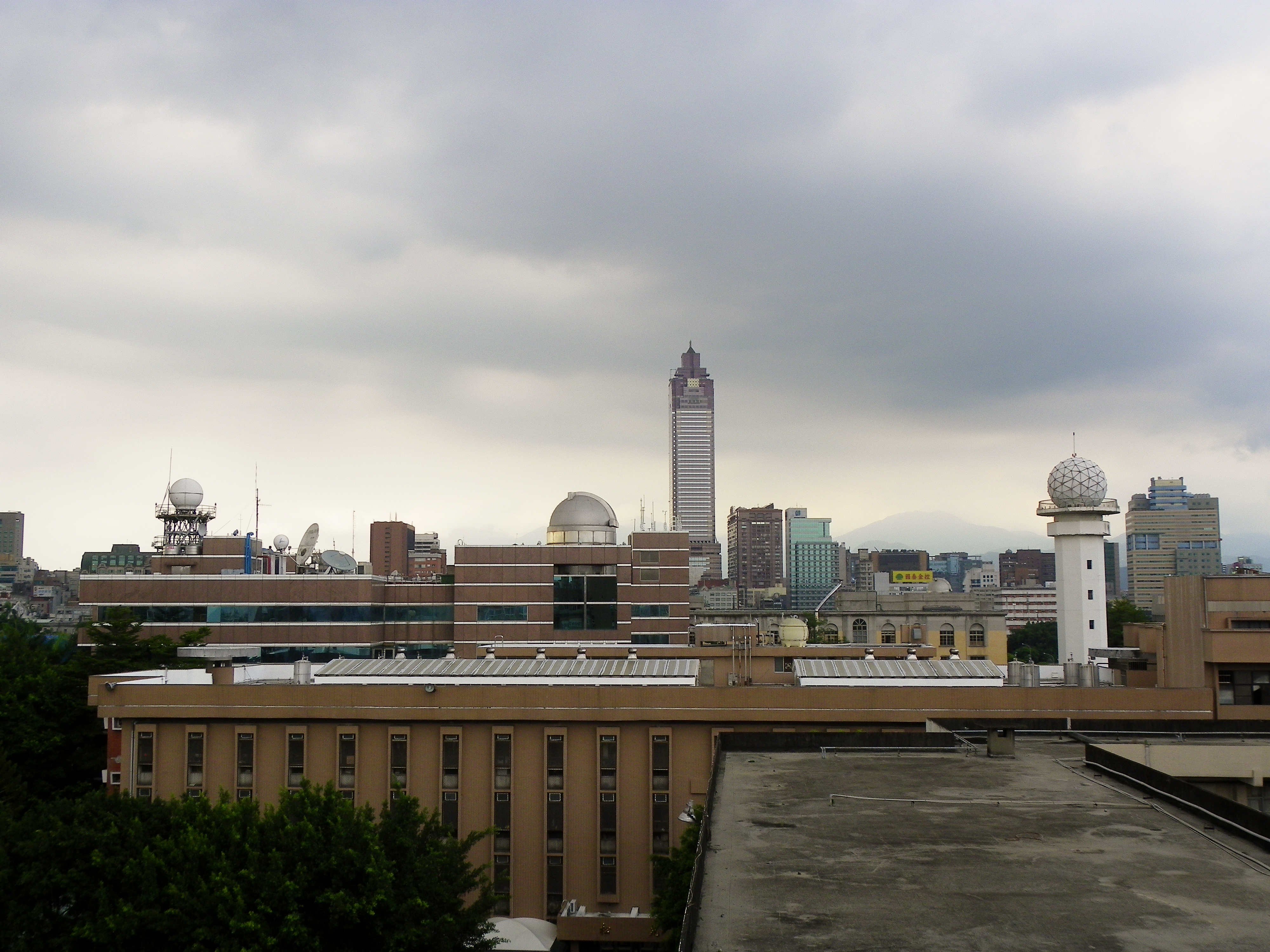
中央氣象署屋頂、天文台與衛星追蹤塔

中央氣象署內部單位是依據《交通部中央氣象署處務規程》之規定，設有綜合規劃組、大氣觀測組、數值資訊組、海象氣候組、科技發展組、海氣遙測組等6個業務單位，以及臺灣南區氣象中心（含臺南氣象站與氣象博物館），其餘行政單位詳如《交通部中央氣象署處務規程》所載。
中央氣象署人員編制是依據《交通部中央氣象署編制表》之規定，設有署長（1人，簡任第十三職等）、副署長（2人，簡任第十二職等）、主任秘書（1人，簡任第十一職等）等職務，其他職位詳如編制表所載。

### 附屬氣象測報機構
中央氣象署各等氣象測報機構是依據《交通部中央氣象署各氣象測報機構組織準則》之規定，設有2個一等、5個二等、13個三等、10個四等氣象測報機構。

## 業務
- 氣候監測
- 短中期天氣預報
- 長期天氣預報
- 災害性天氣特報
- 颱風預報及警報
- 海象觀測與預報
- 潮汐觀測與潮汐預報，並出版發行潮汐表
- 氣象服務，民眾地科科普知識推廣
- 監測臺灣地區地震活動

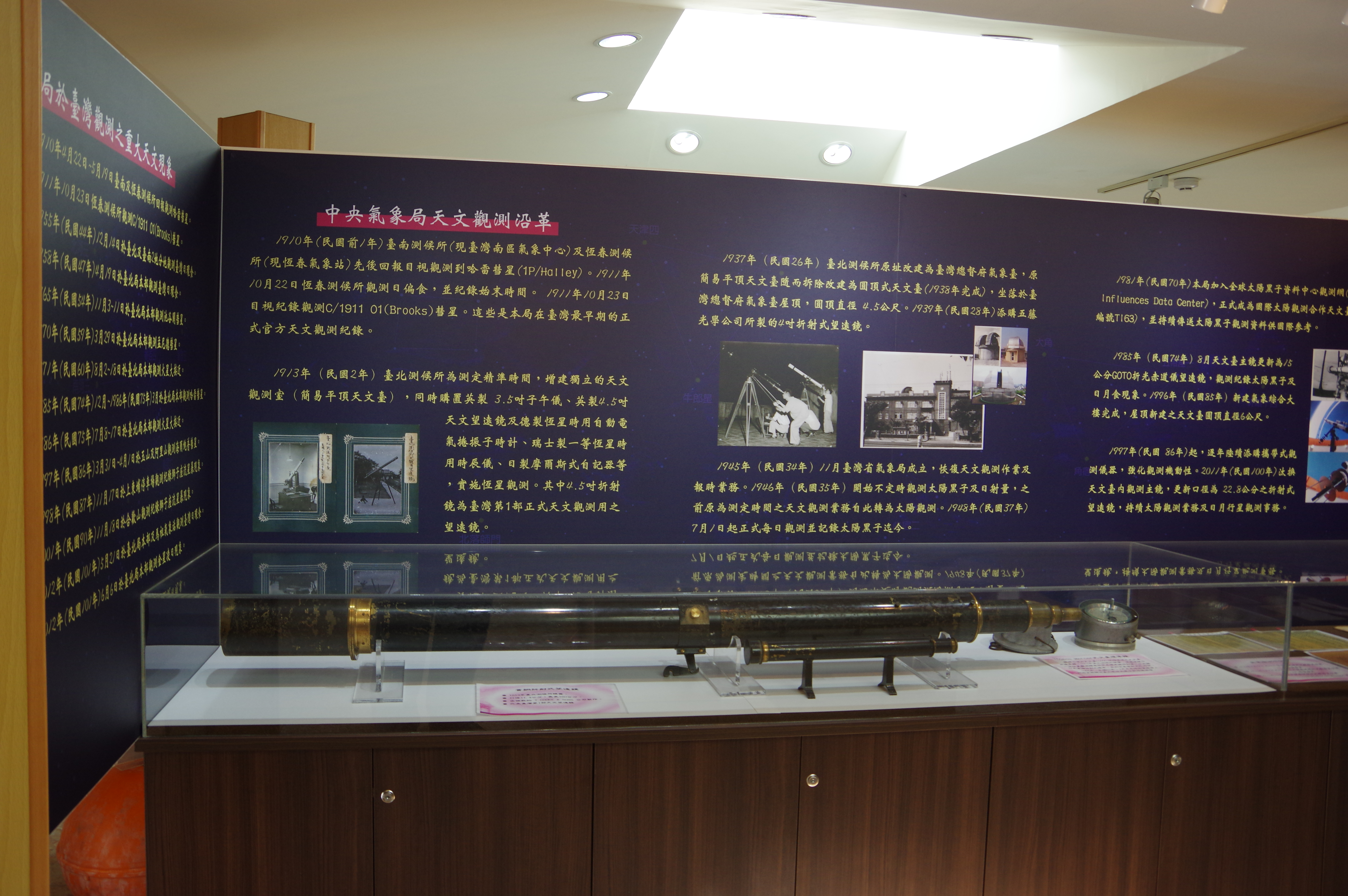
臺灣第一部天文望遠鏡，現存於交通部中央氣象署

- 發布有感地震報告與海嘯警報。2018年7月23日，地震報告系統從以往16位元系統更新至24位元[10][11][12]。
- 研究各種地震前兆現象
- 提供地震資訊服務與地震防護宣導
- 執行氣象署所屬機構之基本氣象儀器校正
- 接受外界委託進行基本氣象儀器校正及現場遊校
- 受內政部委託，每年編算國民曆以頒行全國統一曆法
- 天象資料的編算，並出版天文日曆，提供社會大眾參考運用
- 太陽黑子的觀測和研究
- 日、月食、彗星及流星雨等特殊天象之不定期觀測與攝影及發布新聞稿
- 發展建置即時天氣監測與預報作業輔助系統
- 發展颱風動態模式
- 發展氣候監測與預測技術
- 增進數值天氣預測技術

此外，2010年6月25日中央氣象署正式啟用NOAA開發的地球展示系統做為科學教育之用。
需注意的是，中央氣象署的氣象預報中將宜蘭縣劃歸為臺灣東部區域；而苗栗縣劃歸為臺灣北部區域，嘉義縣、嘉義市劃歸為臺灣中部，與國發會的劃分方式不同。

## 警報、特報與告警系統
中央氣象署會根據觀測或預報之氣象狀況進行研判，並適時發布各類型警報、特報與告警或資訊等：
| 警特報類型       | 警特報類型                                                                                             | 色號                                                                                                   | 發布說明 | 災防告警系統 |
| ---------------- | --- | --- | --- | ------------ |
| 颱風警報         | 海上陸上颱風警報                                                                                       | 🔴 | 預測颱風之七級風暴風範圍可能侵襲臺灣本島、澎湖、金門或馬祖陸上之前18小時。之後每隔3小時發布一次，每小時加發一次副報，必要時得加發之。 |              |
| 颱風警報         | 海上颱風警報                                                                                           | 🟠 | 預測颱風之七級風暴風範圍可能侵襲臺灣本島、澎湖、金門或馬祖100公里以內海域時之前24小時。之後每隔3小時發布一次，必要時得加發之。 |              |
| 颱風警報         | 解除警報                                                                                               | 🟢 | 颱風之七級風暴風範圍離開臺灣本島、澎湖、金門及馬祖近海時，應即解除颱風警報；颱風轉向或消滅時，得直接解除颱風報。 |              |
| 熱帶性低氣壓特報 | 熱帶性低氣壓特報                                                                                       | 🟡 | 熱帶性低氣壓有威脅臺灣或鄰近海域，或有增強為輕度颱風之可能時發布。 |              |
| 豪雨特報         | 當觀測或研判未來有豪雨發生的機會時，即發布豪雨特報，提醒各界注意防範。                                 | 當觀測或研判未來有豪雨發生的機會時，即發布豪雨特報，提醒各界注意防範。                                 | 當觀測或研判未來有豪雨發生的機會時，即發布豪雨特報，提醒各界注意防範。 |              |
| 豪雨特報         | 超大豪雨特報                                                                                           | 🔴 | 24小時累積雨量達500毫米以上之降雨現象。 |              |
| 豪雨特報         | 大豪雨特報                                                                                             | 🔴 | 24小時累積雨量達350毫米以上，或3小時累積雨量達200毫米以上之降雨現象。 |              |
| 豪雨特報         | 豪雨特報                                                                                               | 🟠 | 24小時累積雨量達200毫米以上，或3小時累積雨量達100毫米以上之降雨現象。 |              |
| 大雨特報         | 大雨特報                                                                                               | 🟡 | 當觀測或研判未來有大雨發生的機會時，即發布大雨特報，提醒各界注意防範。其標準為24小時累積雨量達80毫米以上，或時雨量達40 毫米以上之降雨現象。 |              |
| 低溫特報         | 當預測平地溫度降至 10℃ 以下時，發布低溫特報。                                                          | 當預測平地溫度降至 10℃ 以下時，發布低溫特報。                                                          | 當預測平地溫度降至 10℃ 以下時，發布低溫特報。 |              |
| 低溫特報         | 嚴寒（紅燈）                                                                                           | 🔴 | 平地氣溫連續 24 小時 6℃ 度以下。 |              |
| 低溫特報         | 非常寒冷（橙燈）                                                                                       | 🟠 | 平地氣溫 6℃ 以下，或 10℃ 以下且連續 24 小時攝氏 12℃ 以下。 |              |
| 低溫特報         | 寒冷（黃燈）                                                                                           | 🟡 | 平地氣溫攝氏 10℃ 以下。 |              |
| 高溫資訊         | 當預測溫度達到 36℃ 就會發布高溫資訊，並視程度以黃色、橙色、紅色燈號顯示。2018年6月21日首次發布。       | 當預測溫度達到 36℃ 就會發布高溫資訊，並視程度以黃色、橙色、紅色燈號顯示。2018年6月21日首次發布。       | 當預測溫度達到 36℃ 就會發布高溫資訊，並視程度以黃色、橙色、紅色燈號顯示。2018年6月21日首次發布。 |              |
| 高溫資訊         | 紅燈                                                                                                   | 🔴 | 氣溫達攝氏38度以上，且持續3天以上。 |              |
| 高溫資訊         | 橙燈                                                                                                   | 🟠 | 氣溫達攝氏36度以上，且持續3天以上；或氣溫達攝氏38度以上。 |              |
| 高溫資訊         | 黃燈                                                                                                   | 🟡 | 氣溫達攝氏36度以上。 |              |
| 海嘯資訊         | 當觀測到近海地震或接收據太平洋海嘯警報中心（PTWC）發布之海嘯警報時，會依據嚴重程度發布不同等級之警報。 | 當觀測到近海地震或接收據太平洋海嘯警報中心（PTWC）發布之海嘯警報時，會依據嚴重程度發布不同等級之警報。 | 當觀測到近海地震或接收據太平洋海嘯警報中心（PTWC）發布之海嘯警報時，會依據嚴重程度發布不同等級之警報。 |              |
| 海嘯資訊         | 海嘯警報                                                                                               | 🔴 | 1. 遠地地震所引起海嘯：PTWC報文內容經氣象署評估臺灣沿海海嘯預估波高分級達1級（0.3公尺）以上，且預估3小時內抵達。 2. 近海地震所引起海嘯：當有感地震報告內容為臺灣近海發生地震規模7.0 以上，震源深度淺於35公里之地震。                                                      | 警訊通知     |
| 海嘯資訊         | 海嘯警訊                                                                                               | 🟠 | PTWC報文內容經氣象署評估，臺灣沿海海嘯預估波高分級達 1 級（0.3公尺）以上，且預估3小時至6小時內抵達。 |              |
| 海嘯資訊         | 海嘯消息                                                                                               | 🟡 | 經氣象署評估未達海嘯警報（訊）標準，惟該海嘯事件可能引起民眾關切。 |              |
| 海嘯資訊         | 解除警報                                                                                               | 🟢 | 根據PTWC報文內容為解除海嘯威脅，或依氣象署觀測資料研判海嘯威脅解除時，即發布解除海嘯警報或海嘯警訊。 |              |
| 濃霧特報         | 濃霧特報                                                                                               | 🟡 | 當水平能見度低於等於 200 公尺以下之霧出現時發布。 |              |
| 長浪即時訊息     | 長浪即時訊息                                                                                           | 🟡 | 當臺灣地區沿岸資料浮標觀測到的波浪平均周期大於 8 秒，且示性波高大(等)於 1.5 公尺時。 |              |
| 陸上強風特報     | 紅燈                                                                                                   | 🔴 | 當預測或觀測陸地平均風12級以上或陣風14級以上時發布。 |              |
| 陸上強風特報     | 橙燈                                                                                                   | 🟠 | 當預測或觀測陸地平均風9級以上或陣風11級以上時發布。 |              |
| 陸上強風特報     | 黃燈                                                                                                   | 🟡 | 當預測或觀測陸地平均風6級以上或陣風8級以上時發布。 |              |
| 海上強風特報     | 海上強風特報                                                                                           | 🟡 | 當預測或觀測海面平均風力達 6 級，陣風 8 級以上，即發布海上強風特報。 |              |
| 颱風強風告警     | 颱風強風告警                                                                                           | 颱風強風告警                                                                                           | 研判或預測某地區將受颱風風力平均風達 12 級以上或陣風達 14 以上時，同時透過氣象局官網與災防告警系統發布。 | 警訊通知     |
| 大雷雨即時訊息   | 大雷雨即時訊息                                                                                         | 大雷雨即時訊息                                                                                         | 當觀測或預估達有下列情形同時發生時，即針對預估影響區域發布此訊息： 1. 雷達回波 55 dBZ以上 2. 每分鐘閃電次數 5 次以上 3. 60 分鐘累積雨量 40 毫米以上 若達到上述門檻，且觀測或預估 60 分鐘累積雨量達 100 毫米以上時，研判有致災的可能性，則會透過災防告警系統發布訊息。     | 警訊通知     |
| 地震速報         | 地震速報                                                                                               | 地震速報                                                                                               | 1. 預估地震規模 5.0 以上，且預估有縣市政府所在地的震度達到 3 級以上，即針對預估縣市政府所在地的震度達到 4 級以上的縣市發送地震速報。 2. 預估地震規模 6.5 以上，且預估有縣市政府所在地的震度達到 3 級以上，即針對預估縣市政府所在地的震度達到 3 級以上的縣市發送地震速報。 | 國家級警報   |
| 火山噴發訊息     | 火山噴發訊息                                                                                           | 火山噴發訊息                                                                                           | 經評估火山將於短期內噴發或經由觀測發現火山已噴發，且其活動可能致災之訊息。 | 警訊通知     |

## 註解
1. ↑  2025年2月新制
2. ↑  2025年3月新制
3. ↑  2024年9月新制

## 外部連結
- 官方网站 （繁體中文）（英文）
- 報天氣 - 中央氣象署的Facebook專頁
- 報氣候 - 中央氣象署的Facebook專頁
- 報地震 - 中央氣象署的Facebook專頁
- 報天文 - 中央氣象署的Facebook專頁
- Good Weather 古都好天氣-臺灣南區氣象中心的Facebook專頁
- sos.cwa地球展示系統 - 中央氣象署的Facebook專頁
- YouTube上的CWA氣象署頻道 （繁體中文）
- 交通部組織法 全國法規資料庫 （页面存档备份，存于）
- 交通部中央氣象署組織法 全國法規資料庫 （页面存档备份，存于）
- 氣象法 （页面存档备份，存于）.全國法規資料庫